# Stephen Street
Stephen Street (Hackney, Londen, 29 maart 1960) is een Brits muziekproducent en geluidstechnicus. Street maakte carrière als vaste geluidstechnicus en producent van de alternatieve rockgroep The Smiths. Sindsdien heeft Street de productie van vele prominente rockgroepen en -artiesten uit de Britse Eilanden verzorgd, waaronder Morrissey, Blur, The Cranberries, New Order en Kaiser Chiefs.

## Biografie
In zijn tienerjaren speelde Street in verschillende onsuccesvolle Londense bandjes. Begin jaren 80 besloot hij zich te richten op het werk achter de schermen en begon hij een carrière als assistent-geluidstechnicus bij een opnamestudio van Island Records in Chiswick. Hier ontmoette hij in 1984 The Smiths bij de opnames van de single Heaven knows I'm miserable now. Onder de indruk van Streets enthousiasme en expertise werd hij door de groep ingehuurd voor de geluidstechniek van hun tweede album, Meat is murder. Street bleef de vaste geluidstechnicus van de groep en nam voor het laatste studioalbum Strangeways, here we come een deel van de productie voor zijn rekening.
Na de opheffing van The Smiths speelde Street een prominente rol in het opstarten van de solocarrière van zanger Morrissey. Street produceerde zijn debuutalbum Viva hate uit 1988 en hielp met het schrijven van de nummers. In 1989 werd hun samenwerking verbroken vanwege onenigheden over royalty's.
Begin namen negentig nam Street de groepen Blur en The Cranberries onder zijn vleugels. Dankzij de successen van deze groepen werd hij in 1994 door het tijdschrift Q uitgeroepen tot producent van het jaar.
In het nieuwe millennium produceerde Street albums van vele postpunkrevivalgroepen en -artiesten, waaronder Kaiser Chiefs, The Courteeners, Pete Doherty en Babyshambles.
- Gemeinsame Normdatei: 134609174
- International Standard Name Identifier: 0000 0003 6274 3988
- MusicBrainz: 47c7deb5-2e24-45ec-944e-d9d103afb312
- Nationale en Universitaire bibliotheek Zagreb: 000068407
- Nederlandse Thesaurus van Auteursnamen: 073497150